# آصف بیات
آصف بیات (زاده ۱۳۳۳) پژوهشگر جامعه‌شناسی و نویسنده ایرانی است. وی در حال حاضر استاد جامعه‌شناسی دانشگاه ایلینوی در اربانا شمپین در آمریکای شمالی است. او پیشتر، به مدت ۱۷ سال، استاد دانشگاه آمریکایی قاهره (AUC) بوده‌است.

## زندگی
بیات ۱۳۳۳ شمسی در روستایی کوچک در استان تهران به دنیا آمد. او در دوران نوجوانی به تهران نقل مکان کرد، در رشته علوم سیاسی در دانشکده علوم سیاسی و اجتماعی تهران پذیرفته شد و به عالم سیاست روی آورد.
بیات در اواخر دهه ۱۳۵۰، تحصیلات تکمیلی خویش را در دانشگاه کنت بریتانیا ادامه داد و نقش کارگران در انقلاب سال ۱۳۵۷ را به عنوان موضوع پایان‌نامه دکترایش انتخاب کرد که با نام «کارگران و انقلاب ۵۷» به چاپ رسید. او سپس در سال ۱۹۸۶ به مصر نقل مکان کرد تا در دانشگاه آمریکایی قاهره درس بدهد، بسیاری از تحقیقات او بر مسائل اجتماعی آن کشور متمرکز شد و کتاب «کار، سیاست، و قدرت» را به رشته تحریر درآورد که دربارهٔ تجربه مصر از مشارکت کارگری از زمان ریاست‌جمهوری جمال عبدالناصر بود.

از آن موقع، بیات کار خود در جامعه‌شناسی صنعتی را پشت‌سر گذاشت تا دربارهٔ ترفندها و تدبیرها و راهبردهای نجات‌دهنده‌ای بنویسد که هم در ایران و هم در مصر (و دیگر کشورهای جهان‌سوم)، «تهی‌دستان شهری» به کار می‌گیرند و به کارهای غیررسمی روی می‌آورند؛ همان که بعداً موضوع اصلی کتابش در سال ۱۹۹۷ با عنوان «سیاست خیابانی: جنبش تهیدستان در ایران» شد. این کتاب به فارسی نیز ترجمه شده‌است. اخیراً او با رویکردی به اسلام سیاسی در هزاره سوم، بر کارکرد آن در میان طبقات مختلف جامعه مصر متمرکز شده‌است. این پروژه، بخشی از مطالعه مقاله اسلام سیاسی بین ایران و مصر است که در قالب کتاب «دموکراتیک کردن اسلام» در آمریکا چاپ شده‌است.

## آثار منتشر شده به فارسی
- س‍ی‍اس‍ت‌ه‍ای خ‍ی‍اب‍ان‍ی: (ج‍ن‍ب‍ش ت‍ه‍ی‌دس‍ت‍ان در ای‍ران). م‍ت‍رج‍م سید اس‍دال‍ل‍ّه ن‍ب‍وی چاشمی. ت‍ه‍ران: ن‍ش‍ر و پ‍ژوه‍ش ش‍ی‍رازه، ۱۳۷۹. شابک ‎۹۶۴-۶۵۷۸-۶۸-۳
- زندگی همچون سیاست: چگونه مردم عادی خاورمیانه را تغییر می‌دهند. ترجمه فاطمه صادقی. نشر اینترنتی، ۱۳۹۰.[۱] شابک ۹۷۸-۶۰۰-۶۲۲۰-۰۷-۹

## عنوان برخی مقالات
- "Karl Marx and Ali Shariati" , Alif: Journal of Comparative Poetics, no. ۹، آوریل ۱۹۹۰ (Cairo), pp. ۱۹–۴۱.
- "Work Ethics in Islam: A Comparison with Protestantism" , The Islamic Quarterly, vol. 36, no. 2. 1992 (London), pp. ۵–۲۷.
- "Un-Civil Society: The Politics of the 'Informal People'" , Third World Quarterly, Vol. 18, No. 1, 1997 (London), pp. ۵۳–۷۲.
- "Revolution without Movement, Movement without Revolution: Comparing Islamist Activism in Iran and Egypt" , Comparative Studies in Society and History, vol. 40, no. 1, spring 1998, pp. ۱۳۶–۱۶۹.
- “From ‘Dangerous Classes’ to Quiet Rebels: Politics of Urban Subaltern in the Global South”, International Sociology, vol. 15, no. 3, September 2000, pp. 533–557 (USA).
- “Studying Middle Eastern Societies: Imperatives and Modalities of Thinking
- Comparatively”, Middle East Studies Association Bulletin, vol. 35, no. 2, Winter 2001, pp. ۱۵۱–۱۵۸.
- “Activism and Social Development in the Middle East”, International Journal of Middle East Studies, vol. 34, no. 1, February 2002, pp. ۱–۲۸
- “Islamism and Social Movement Theory”, Third World Quarterly, vol. 26, no. 6, July 2005, pp. 891–908 (London)
- “Transforming the Arab World: The ‘Arab Human Development Report’ and the Politics of Change”, Development and Change, vol. 36, no. 6, Forum 2005 (The Hague).
- “Islamism and the Politics of Fun”, Public Culture, vol. 19, no. 3, October 2007.
- “Radical Religion and the Habitus of the Dispossessed: Does Islamic Militancy Have an Urban Ecology?” International Journal of Urban and Regional Research, vol. 31, no. 3, September 2007.
- “Islamism and Empire: The Incongruous Nature of Islamist Anti-imperialism'”, Socialist Register 2008, London, Merlin Press, 2007.
- Tehran: Paradox City, New Left Review, No. ۶۶، ۲۰۱۰